# Большое Терюшево
Большое Терю́шево — село в Дальнеконстантиновском районе Нижегородской области. Входит в состав Малопицкого сельсовета.
Располагается в 9 км от Дальнего Константинова и в 66 км от Нижнего Новгорода.

## История
В 1819 году была возведена трёхпрестольная Вознесенская церковь, выполненная из камня в стиле классицизма. В приход Вознесенской церкви входило ещё четыре близлежащих деревни.
В «Списке населенных мест» Нижегородской губернии по данным за 1859 год значится как владельческая деревня при речке Краче в 69 верстах от Нижнего Новгорода. В деревне насчитывалось 202 двора и проживало 1147 человека (525 мужчин и 622 женщины).

## Население
| 2002 | 2010 |
| ---- | ---- |
| 78   | ↘26  |

Национальный состав
Согласно результатам переписи 2002 года, в национальной структуре населения русские составляли 100 % из 78 человек.